# ウクライナ系ユダヤ人の一覧
ウクライナ系ユダヤ人の一覧は、ウクライナ出身の著名ユダヤ人の一覧である（子孫も含む）。

## 歴史概要
ユダヤ人コミュニティはキエフ大公国（9世紀後期から13世紀中期）の時代から現代のウクライナ領に存在している。その地域ではハシディズムからシオニズムに至るユダヤ人の重要な宗教的・文化的運動が起きた。彼らは繁栄した時期もあったが、その一方で迫害や反ユダヤ差別を受けた。ウクライナ人民共和国（1917年-1920年）においてはウクライナ語とロシア語と共にイディッシュ語が国家の言語となった。その頃、ユダヤ人の民族同盟が創設され、コミュニティに自治権が付与された。1917年から1920年の間、イディッシュ語はウクライナの通貨に使用された。第二次世界大戦前、ウクライナの都市人口の3分の1弱はユダヤ人で構成されていた。ウクライナ系ユダヤ人には、それぞれ異なる特徴を持つ細分化された集団があった。そこにはアシュケナジム、山岳ユダヤ人、ブハラ・ユダヤ人、クリミア・カライム人、クリムチャク人、グルジームが含まれる。
第二次世界大戦中、ナチス・ドイツ占領下のウクライナにおいて多くのユダヤ人が虐殺された。戦後1959年のウクライナにおけるユダヤ人は84万人となり、1941年の人口から約70%減少した。冷戦期にさらに減少し、1989年には1959年の約半分となった。共産主義体制の崩壊とともに大半のユダヤ人はウクライナを離れ、多くはイスラエルへ移住（アリーヤー）した。1990年代にイスラエルへ移住（アリーヤー）したウクライナ系ユダヤ人は約26万6,300人にのぼった。2001年ウクライナ国勢調査によると、10万6,600人のユダヤ人がウクライナに居住している。欧州ユダヤ人会議（EJC）によると、2014年時点で36万人から40万人のユダヤ人が在留している。世界ユダヤ人会議によると、2014年時点におけるウクライナのユダヤ人コミュニティはヨーロッパで3番目、世界で5番目の規模である。
2013年から2014年にウクライナで起こった親欧州派市民によるユーロマイダン運動（親ロシア派政権への反対運動）に対してウクライナ・ユダヤ人委員会（Ukrainian Jewish Committee）のエドゥアルド・ドリンスキーは、極右勢力が容認される愛国主義的風潮がウクライナ社会に醸成されてユダヤ人排斥に発展することやホロコーストへの否定的政府見解などの懸念をニューヨーク・タイムズ紙上で表明した（彼はまたユダヤ人社会を擁護し、ユダヤ人もユーロマイダン運動に協力していることを付け加えた）。ユーロマイダン運動以降、ウクライナ南部と東部は不安定化し、ドンバス戦争が勃発した。ユーロマイダン運動が影響し、ウクライナからアリーヤーしたウクライナ系ユダヤ人は2014年の年初来4か月で前年比142％増加した。2014年1月から4月にかけて800人以上がイスラエルに到着し、5月には200人以上が申し込みを済ませた。
2022年2月24日にロシアのウクライナ侵攻が開始した。侵攻から2日後の安息日に100人のユダヤ人がイスラエル移住に向けてベラルーシに避難した。翌月の3月2日に、イスラエルのためのユダヤ機関（Jewish Agency for Israel）は、ポーランド、ルーマニア、モルドヴァに避難した数百人のユダヤ人戦争難民が翌週にイスラエルへ向かうと報告した。しかし避難民の苦難は続き、2023年にイスラエルとハマスの戦争が勃発した。

## 信仰・思想

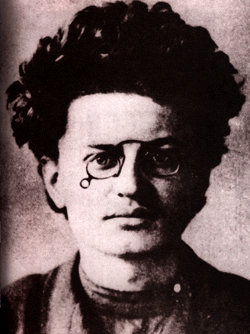
思想家レフ・トロツキー。

- ナフマン・ブラツラフ - ロシア帝国のラビ、ブラツラフ派の創始者。ポーランド・リトアニア共和国・メジビジ出身。
- イェヘズケル・カウフマン（エゼキエル・カウフマン） - イスラエルのラビ、聖書学者。帝政ロシア・ポジーリャ出身。
- アハド・ハアム（アシェル・ギンズベルク） - ロシアのシオニスト。精神的シオニズム理論家、ユダヤ教新解釈。帝政ロシア・キエフ県出身。
- アハロン・ダヴィド・ゴルドン - ロシアのシオニスト。労働シオニズム提唱者。ヴォルィーニ県出身。
- レフ・トロツキー（ブロンシュテイン） - ロシアの革命家。帝政ロシア・ヘルソン県出身。
- V・ヴォロダールスキー（モイセイ・ゴリトシュテイン） - ロシアの革命家。ヴォルィーニ県出身。

## 政治

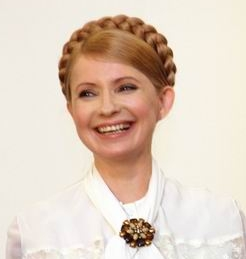
ウクライナ首相ユーリヤ・ティモシェンコ。

- ユーリヤ・ティモシェンコ - 事業家、政治家。ウクライナの大富豪であり、ウクライナで二番目の規模を持つ大財閥の創業者。祖父がユダヤ人であり、ユダヤ系クォーターとなる。第10代・13代ウクライナ首相。ドニプロ出身。
- レオニード・クチマ - 第2代ウクライナ大統領。チェルニーヒウ州出身。
- ヴォロディーミル・フロイスマン - 第16代ウクライナ首相。ヴィーンヌィツャ出身。
- グリゴリー・ヤブリンスキー - ロシア統一民主党ヤブロコ党首。リヴィウ出身。
- グリゴリー・ジノヴィエフ - 政治家。ウラジーミル・レーニンの側近。ヘルソン県出身。
- エヴゲニー・プリマコフ - 第2代ロシア連邦外相、第3代ロシア連邦首相。キーウ（キエフ）出身。
- セルゲイ・シャフライ - 政治家、法学者。ボリス・エリツィン政権副首相。クリミア出身。
- アレクサンドル・クラスノシチョーコフ - 極東共和国首班。チェルノブイリ出身。
- イツハク・ベン＝ツヴィ（シムシェレヴィツ） - 第2代イスラエル大統領。ポルタヴァ出身。
- エフライム・カツィール（カチャルスキ） - 第4代イスラエル大統領。キーウ（キエフ）出身。
- ゴルダ・メイア - 第5代イスラエル首相。キーウ（キエフ）出身。
- レヴィ・エシュコル - 第3代イスラエル首相。帝政ロシア・キエフ県出身。
- ナタン・シャランスキー - イスラエルの作家・政治家。アリエル・シャロン内閣副首相。ドネツィク出身。
- アントニー・ブリンケン - アメリカ合衆国の国務長官。祖父メイア・ブリンケンはウクライナ生まれ。
- ラーム・エマニュエル - アメリカ合衆国の政治家。父方一族はユダヤ人虐殺（ポグロム）が発生したオデッサを脱出しパレスチナへ避難[16]。
- ウラジーミル・ゼレンスキー - ウクライナ共和国第６代大統領、2024年現在の現首相

## 実業

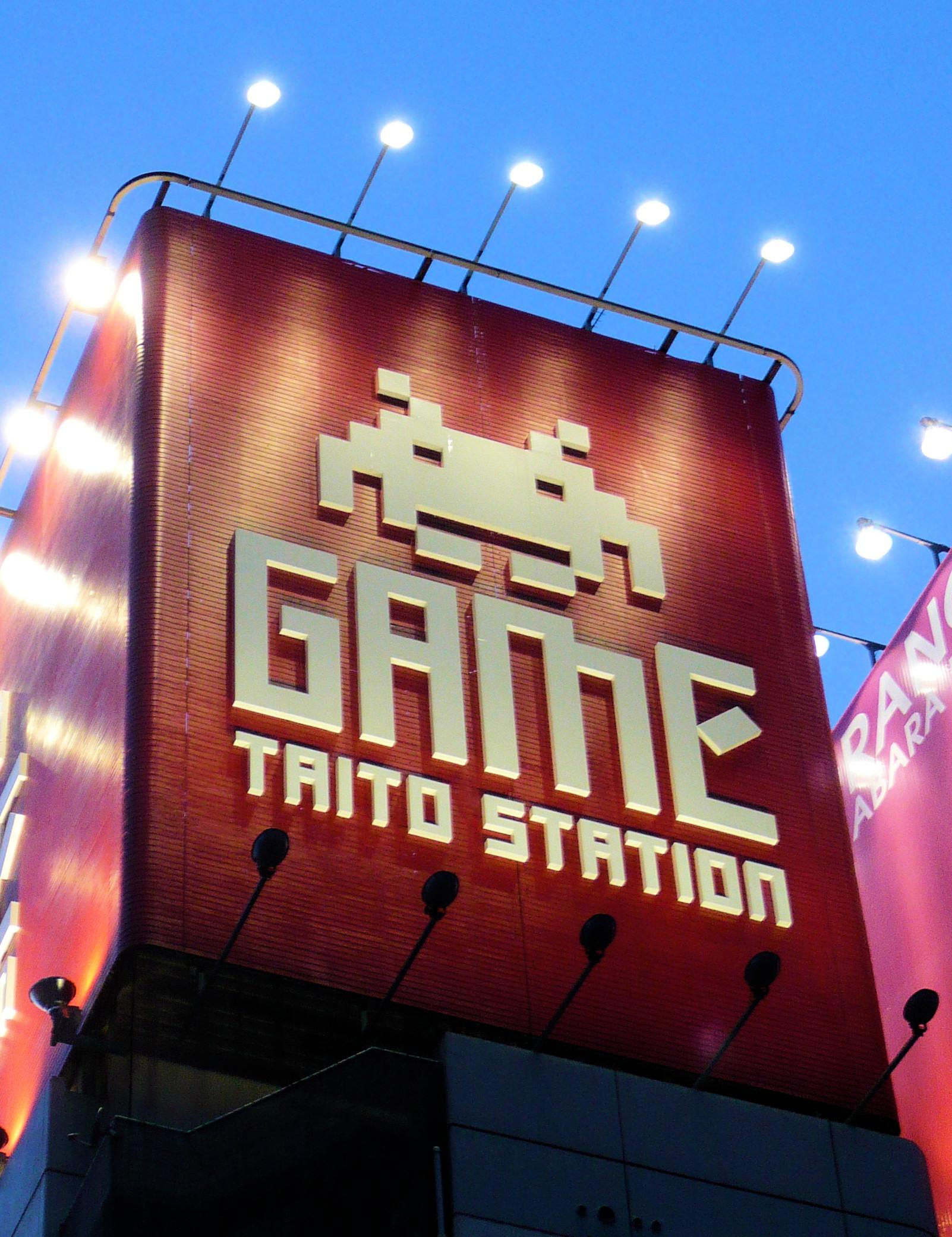
ミハイル・コーガンはタイトーを設立。（写真はタイトーステーション秋葉原店）

- ミハイル・コーガン - タイトー設立者（「白系ロシア人」）。
- ゴラツィー・ギンズブルク - 実業家、慈善家、ロシア帝国の圧政下のユダヤ教徒のための闘士。
- ヴィクトル・ヴェクセリベルク - 実業家。

## 学術

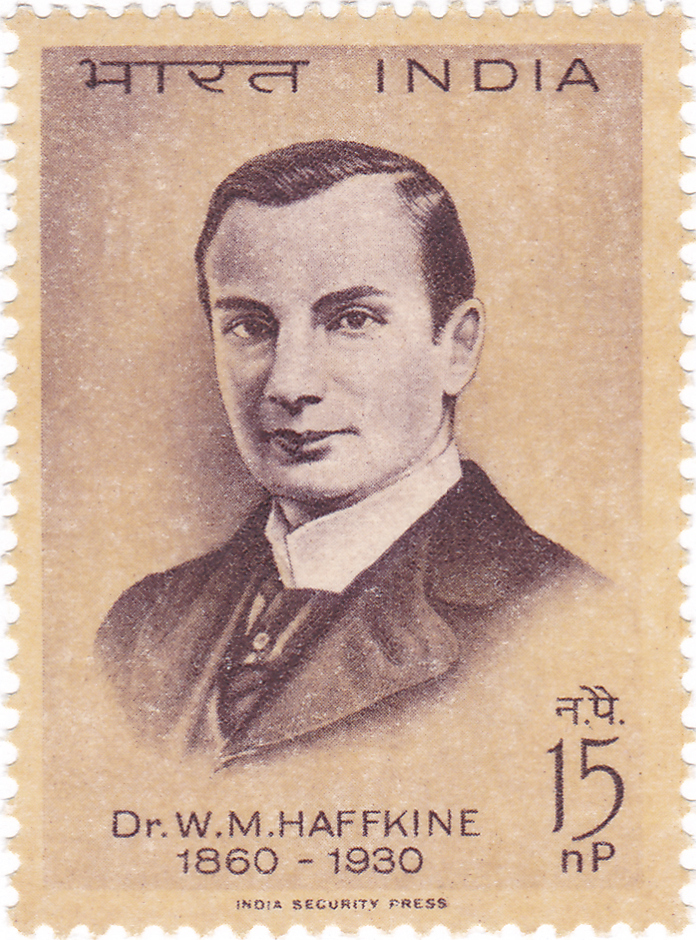
ワクチン開発者ウォルデマール・ハフキン。

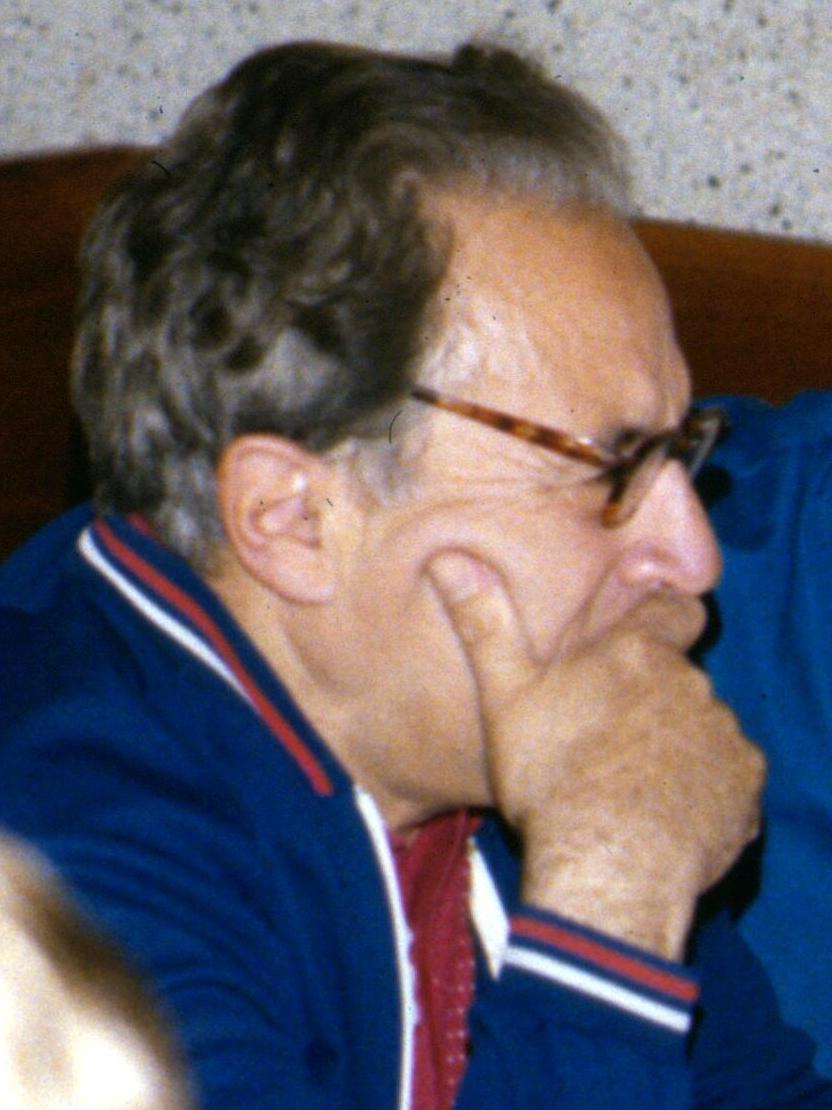
レーニン賞天文学者ヨシフ・シクロフスキー。

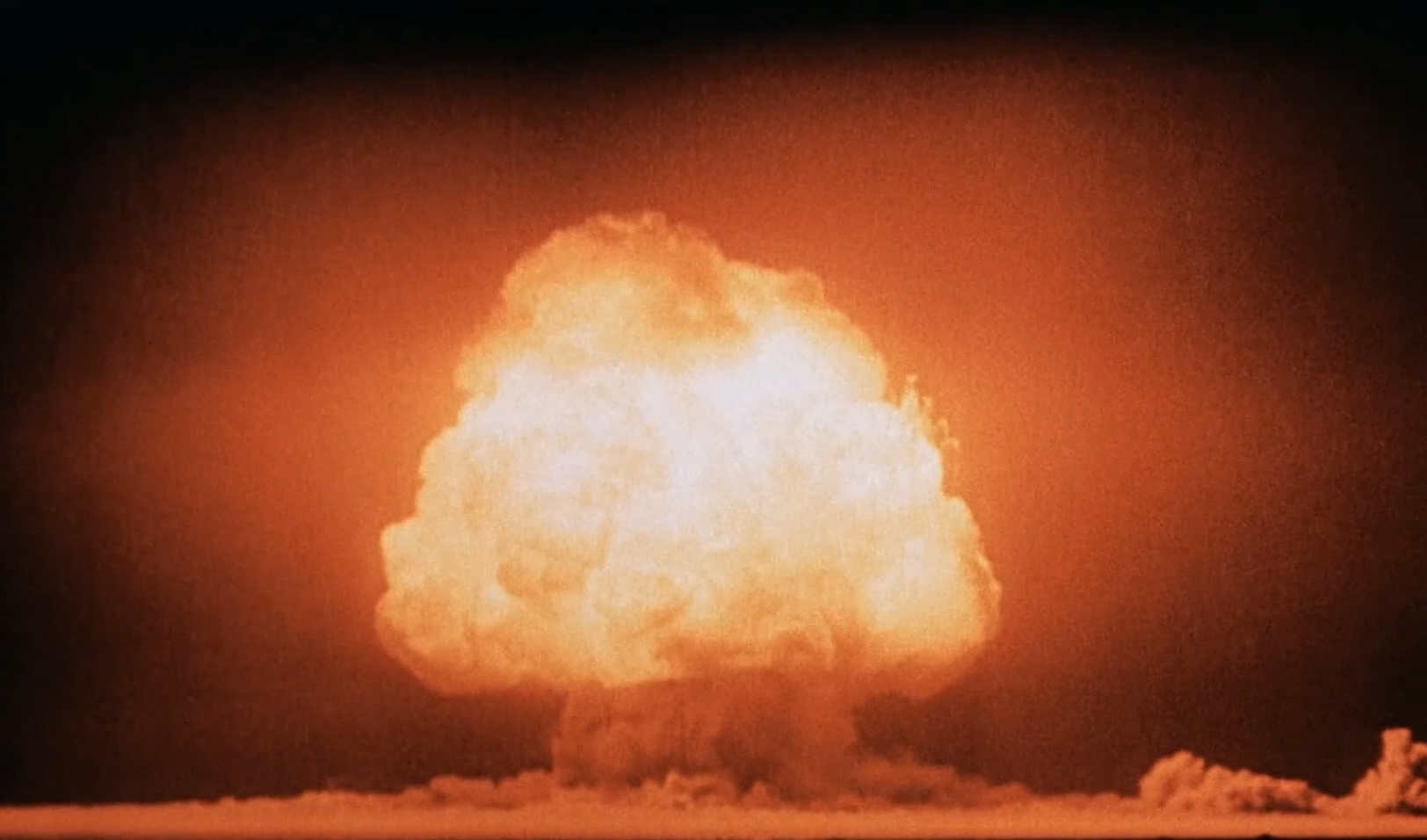
スタニスラフ・ウラムはマンハッタン計画に参加。（写真はトリニティ実験）

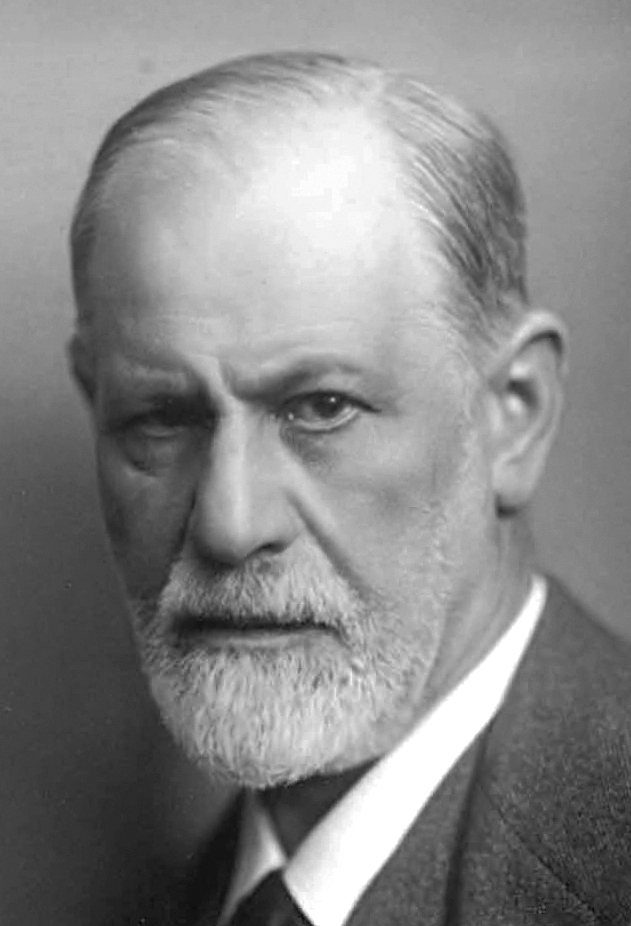
心理学者ジークムント・フロイト。

- ガブリエル・アーモンド - アメリカ合衆国の政治学者。
- ダヴィト・ギンヅブルク - 東洋学者。ゴラツィー・ギンヅブルクの息子。
- ミハイル・ゲフテル - 歴史家。
- ジャン・ゴットマン - 地理学者。メガロポリスという用語を初めて使用した。
- セルマン・ワックスマン - 化学者。
- ウォルデマール・ハフキン - 細菌学者・微生物学者。ワクチン開発者。インドのハフキン研究所設立者。
- イリヤ・メチニコフ（イリヤ・メーチニコフ） - 動物学者・医学者。
- アブラム・ヨッフェ - 物理学者。
- エフゲニー・リフシッツ - 物理学者。
- ヨシフ・シクロフスキー - チェルニヒフ県出身の天体物理学者（レーニン賞、国立電波天文台ジャンスキー賞、ブルース・メダル）。
- ジョージ・ガモフ - 理論物理学者。
- スタニスラフ・ウラム（スタニスワフ・ウラム） - 物理学者（水爆開発、マンハッタン計画参加）・数学者。
- イズライル・ゲルファント - 数学者。20世紀の最も偉大な数学者の1人。
- ヴラジーミル・アルノリト（ウラジーミル・アーノルド） - 数学者。
- ウラジーミル・ドリンフェルト - 数学者（フィールズ賞受賞者）。
- パベル・ウリゾーン - 数学者。
- ユーリ・マニン - 数学者。
- セルゲイ・ベルンシュテイン - 数学者。
- アレクサンドル・ゲルシェンクローン（オリクサンドル、アレクサンダー・ガーシェンクロン、ゲルシェンクロン） - オデッサ出身の経済学者。
- ハーヴェイ・ライベンシュタイン - 理論経済学者。
- エフセイ・リーベルマン - 経済学者。リーベルマン理論の提唱者。
- ヤコフ・マルシャーク - 経済学者。
- カメンカ家 - ロシア初の法学誌を創刊したオデッサのユダヤ系の家系。
  - ユージーン・カメンカ - マルクス法学者。
  - ボリス・カメンカ
  - アレクサンドル・カメンカ
- セルギウス・ヘッセン - オデッサ系のロシアとポーランドの法学者。
- アレクサンダー・ゴールデンワイザー（ゴリデンヴェイゼル） - 人類学・社会学者。
- レフ・シテルンベルク - 人類学者。
- ウラジーミル・ボゴラス - シベリア民族学者。
- アレクサンドル・ベルンシュタム - クリミア出身の考古学者。
- ロマン・ギルシュマン（ヒルシュマン - ハルキウ出身のフランスのイラン学・考古学者。
- ゼリグ・ハリス - 言語学者。
- サラ・バス・トヴィム - 女性のユダヤ教文学（イディッシュ文学）者。
- オリガ・フレイデンベルク（フレイデンベルグ） - 静養古典学者。
- オシップ・フェルツマン - 心理学者。フェルツマン効果など。
- アナトール・ラパポート（アナトリー・ラポポルト） - 心理学者。
- ボリス・サイディス - アメリカの病態心理学者。
- ジークムント・フロイト - オーストリアの心理学者、精神科医。両親がガリツィア出身。
- マルク・ミーチン - 哲学者（社会学）。
- ベネディクト・リフシッツ - アルトゥール・ルリエーと共に、音楽と美術と詩に共通する原理を述べた。
- ダヴィト・リャザーノフ - マルクス主義文献学者。
- ノーラ・ガーリ（エレオノーラ・ハルペリナ） - 文芸学者、翻訳者。
- ソル・リプツィン - ポドリア出身の言語学・イディッシュ文化研究者。

## 文芸

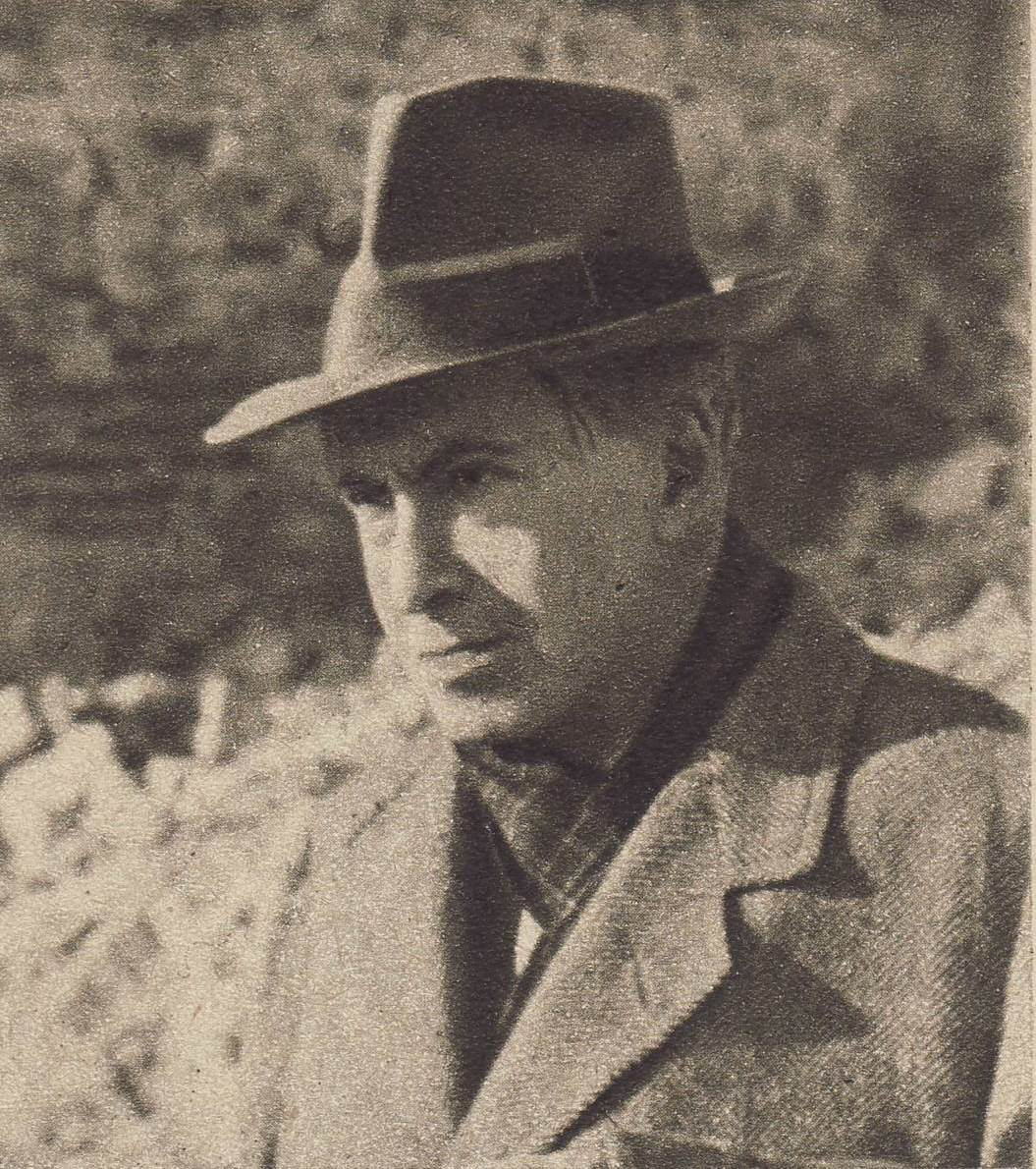
スターリン賞作家イリヤ・エレンブルグ。

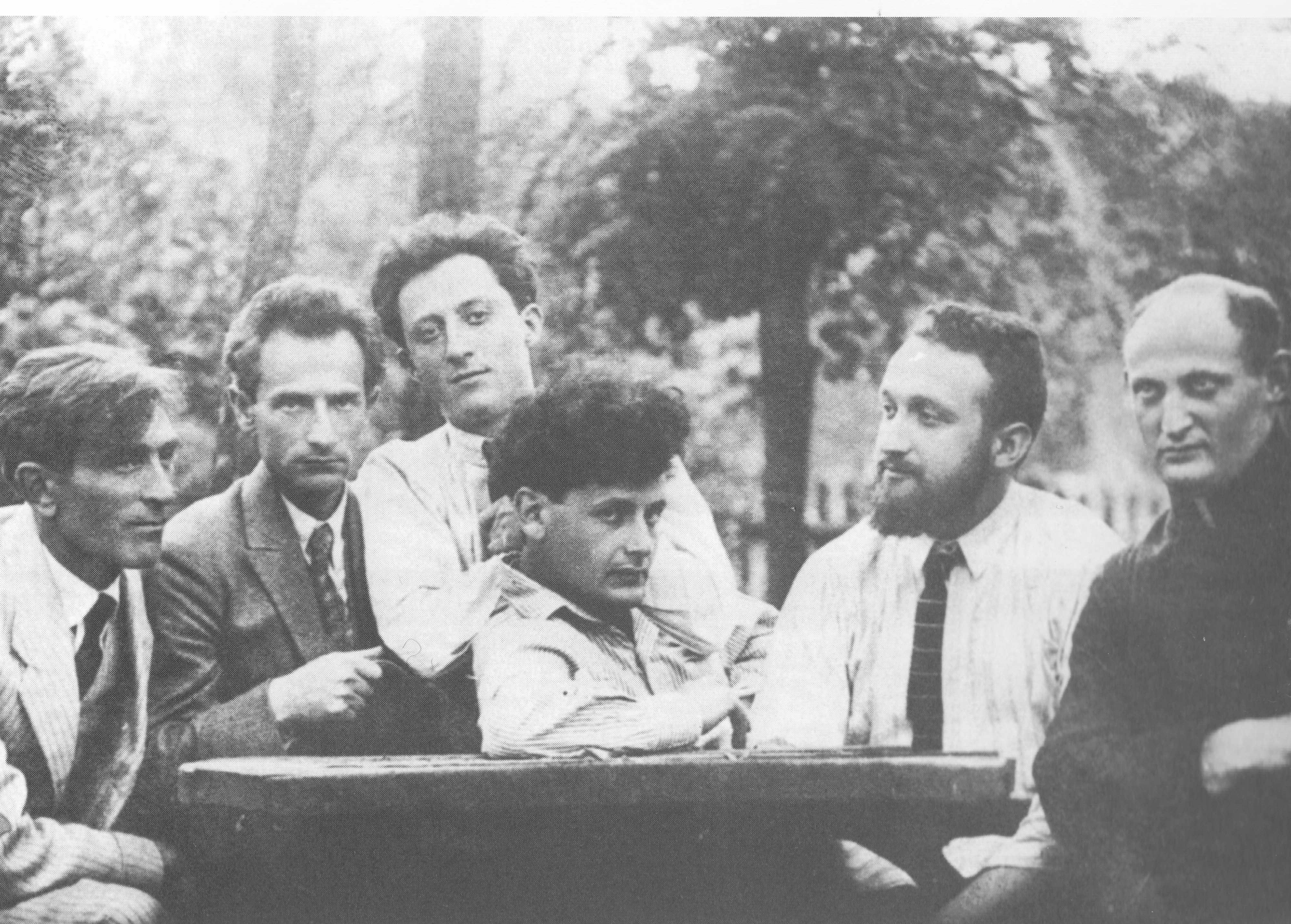
レーニン勲章作家ペレツ・マルキシュ。（前列中央）

- ハイム・ナフマン・ビアリク - ヘブライ語詩人。
- ヴェーラ・インベル - 詩人。
- イリヤ・セルビンスキー（ロシア語版、英語版） - ソビエト連邦時代の詩人・劇作家。エッセイストでもあり、数多くの回想記を遺している。帝政ロシア時代のクリミア・シンフェロポリ出生。
- リュボーフィ・アクセリロート - 作家。
- マルク・アルダーノフ - キエフ出身の作家。
- イリヤ・エレンブルグ - 作家。
- ヴァシリー・グロースマン - 作家。
- イリフ&ペトロフ
  - イリヤ・モイセイェヴィチ・イリフ（イリヤ・イリフ、アルノルドヴィチ・ファインジリベルク） - 作家。
  - イェヴゲニー・カターイェフ（ペトロフ）
- ミハイル・イリーン（マルシャーク） - 作家。
- アレクサンドル・ガーリチ - 作家。
- レオーネ・ギンズブルク - イタリアの作家。カルロ・ギンズブルクの父親。
- A・M・クライン - カナダの作家。
- ボリス・シテルン - SF作家。
- ユーラ・ゾイファー - ドイツ語作家。
- ベンヤミン・タンムーズ（カメルシュテイン） - イスラエルの作家。
- エドゥアルト・バグリツキー - 作家。
- イサーク・バーベリ - 作家。
- ミハ・ビン・ゴリオン - ヘブライ語作家。
- アヴロム・ベル・ゴトローベル - イディッシュ語・ヘブライ語作家。
- ショーレム・アレイヘム - イディッシュ語作家。
- アロン・ヴェルゲリス - ヴォリニア出身のイディッシュ語作家。
- ペレツ・マルキシュ - イディッシュ語作家。
- イツィク・マンゲル - イディッシュ語作家。
- ドヴィド・ホフシュテイン - イディッシュ語作家。
- モイシェ・リトヴァコフ - イディッシュ語作家。
- イツホク・ヨエル・リネツキー - イディッシュ語作家。
- ダヴィト・ベルゲルソン - イディッシュ語作家。
- イツィク・フェフェル - イディッシュ語作家。
- デル・ニステル - イディッシュ語作家。
- シメオン・フルーグ - イディッシュ語作家。
- メンデレ・モイヘル・スフォリム（ソロモン・ラビノヴィチ） - イディッシュ語作家。
- エマヌイル・カザケーヴィチ - イディッシュ語作家。
- レイブ・クヴィトコ - イディッシュ語作家。
- アブラム・ゴルトファーデン - イディッシュ劇作家。
- ヤコブ・ゴーディン（ジェイコブ） - イディッシュ劇作家。
- アキム・ヴォルィンスキー（ヴォリンスキー） - 批評家・芸術学者。
- フィリップ・ラーヴ（イヴァン・グリンベルク） - 雑誌編集者・文芸批評家。
- ユーリー・イサイェヴィチ・アイヘンヴァリト - ポドリア出身のロシア文芸評論家。弟レフは医学関係者。

## 音楽

指揮者レナード・バーンスタイン。

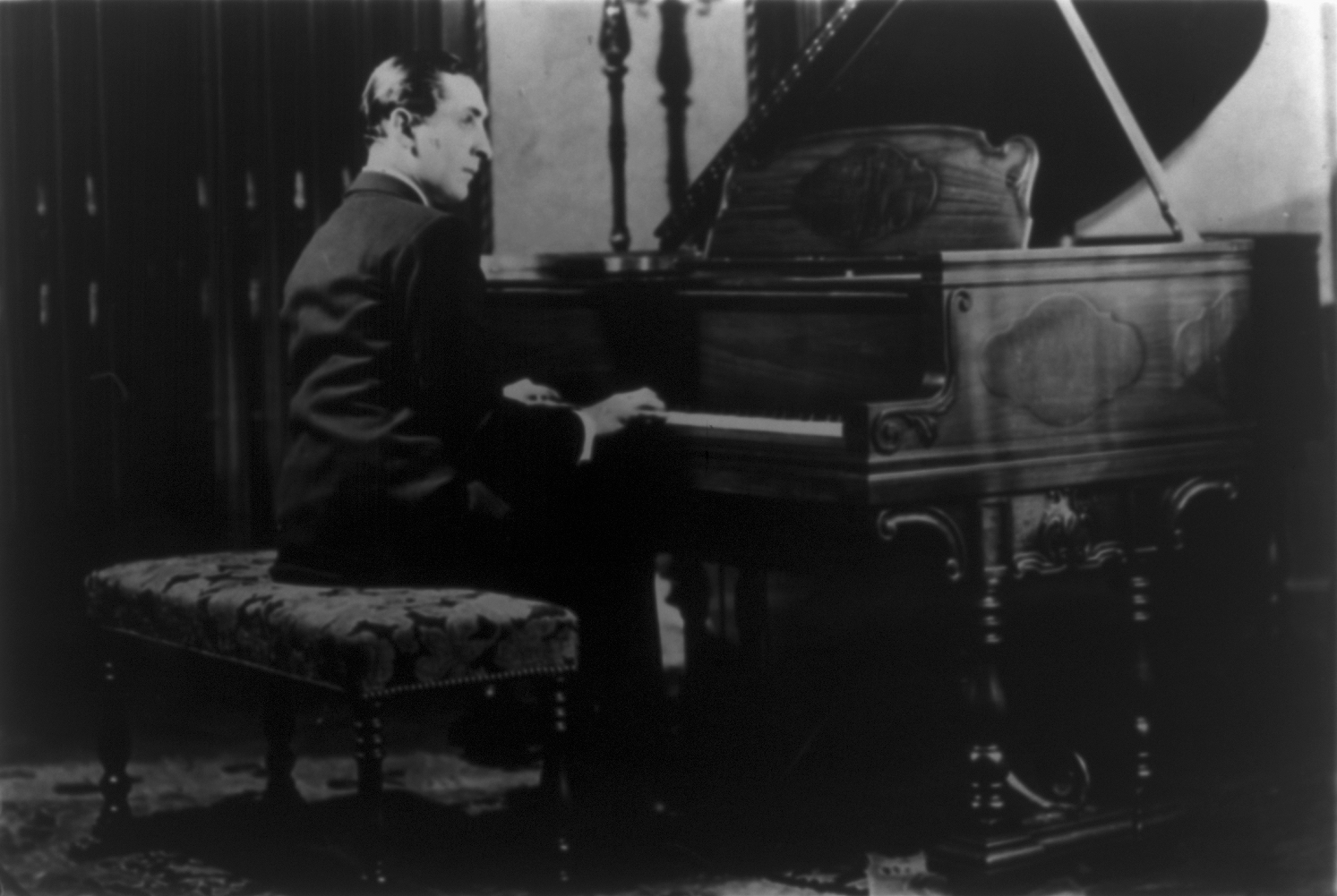
ピアニストウラディミール・ホロヴィッツ。

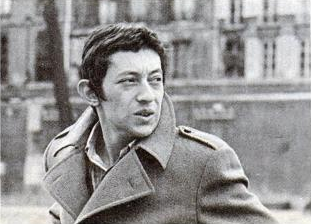
音楽家セルジュ・ゲンスブール。

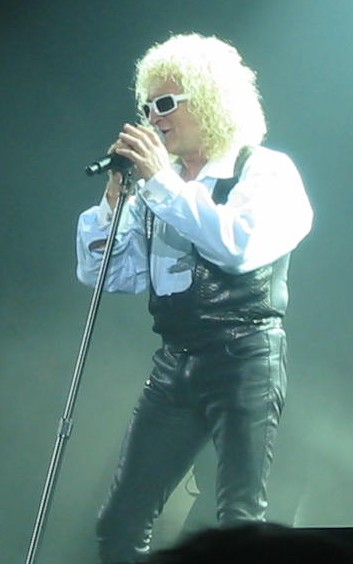
歌手ミッシェル・ポルナレフ。

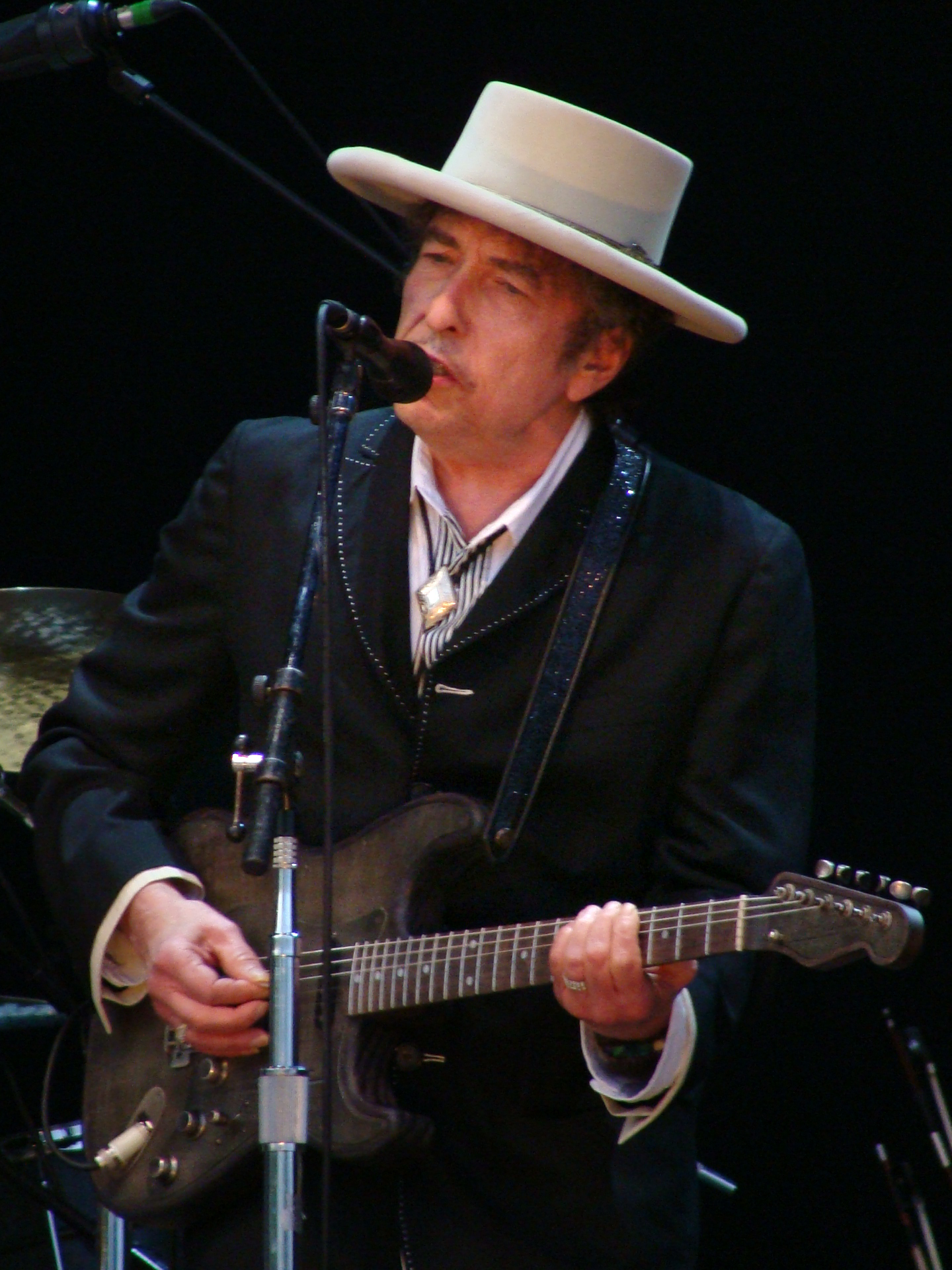
歌手ボブ・ディラン。

- イサーク・ドゥナイェフスキー - 作曲家、指揮者。
- ヤコブ・ヴァインベルク（ワインベルク、ワインベルグ、ヤコフ、ジェイコブ・ワインバーグ） - ヘブライズムを前面に押し出す作曲家の一人。
- ヨエル・エンゲル（ユーリー・エンゲリ） - イスラエルの作曲家。
- アブラハム・ガイフマン（ゲイフマン、ヘイフマン） - ヘブライズムを前面に押し出す作曲家。
- イサーク・シュヴァルツ - ヘルソン県出身の作曲家。
- グレガー・ピアティゴルスキー（グリゴリー・ピャチゴルスキー） - 作曲家。
- ヤン・フレンケリ - 作曲家。
- レインゴリト・グリエール - 作曲家。（ユダヤ系、父親はドイツ系、母方ポーランド系、キリスト教徒）
- レナード・バーンスタイン - アメリカ合衆国の指揮者。ウクライナ系ユダヤ人移民2世。
- ヤッシャ・ホーレンシュタイン - 指揮者。
- アレクサンドル・ジロティ（ジローチ、ジローティ、シロティ） - ピアニスト・指揮者。
- レオ・シロタ - ピアニスト・教師。
  - ベアテ・シロタ・ゴードン - 舞台芸術監督、フェミニスト、日本国憲法を起草したメンバー、ただしウクライナ出身ではなく、レオ・シロタの娘である。
- マリア・グリンベルク（マリヤ・グリンベルク） - オデッサ出身のピアニスト。フェリックス・ブルーメンフェルトの弟子。
- ベンノ・モイセイヴィチ（モイセイェヴィチ、モイセーヴィチ） - ピアニスト。
- ジョーゼフ・レヴィーン - ピアニスト。
- ロジーナ・レヴィーン - ピアニスト。ジョーゼフ・レヴィーンの妻。
- シューラ・チェルカスキー（シュラ、チャーカスキー） - ピアニスト。
- ヴラディーミル・ド・パハマン - ピアニスト。
- アレクサンドル・ブライロフスキー - ピアニスト。
- フェリックス・ブルーメンフェルト - ピアニスト。
- ウラディーミル・ホロヴィッツ - ピアニスト。
- オレグ・マイセンベルク - ピアニスト。
- パヴェル・ギントフ - ピアニスト。
- エミール・ギレリス - ピアニスト。
- レオニード・コーガン - バイオリニスト。
- エリザヴェータ・ギレリス - レオニード・コーガンの妻。（エミール・ギレリスの妹、ヴァイオリニスト）
- ダヴィト・オイストラフ - ヴァイオリニスト。
- アイザック・スターン - ヴァイオリニスト。
- アレクサンドル・モギレフスキー - バイオリニスト。
- ミッシャ・エルマン - ヴァイオリニスト。
- ナフム・ブリンダー - ヴァイオリニスト。
- ナタン・ミルシテイン - ヴァイオリニスト。
- チモフェイ・ドクシツェル（ティモフェイ・ドクシッツァー） - トランペット奏者。
- セルジュ・ゲンスブール - フランスの作曲家、歌手、映画監督。母親はクリミア出身。
- ミッシェル・ポルナレフ - フランスのシンガーソングライター。父親のレイブ・ポルナレフはオデッサ出身。
- ボブ・ディラン - シンガーソングライター。米国へのユダヤ系移民3世。
- アリョーナ・ヴィーンニツカヤ - シンガーソングライター。
- ヨシフ・コブゾン - ポップ歌手。
- マルク・ベルネス - 歌手。
- チーナ・カーロリ - ウクライナの歌手。ロシアのマガダン州出身。

## 芸術・芸能

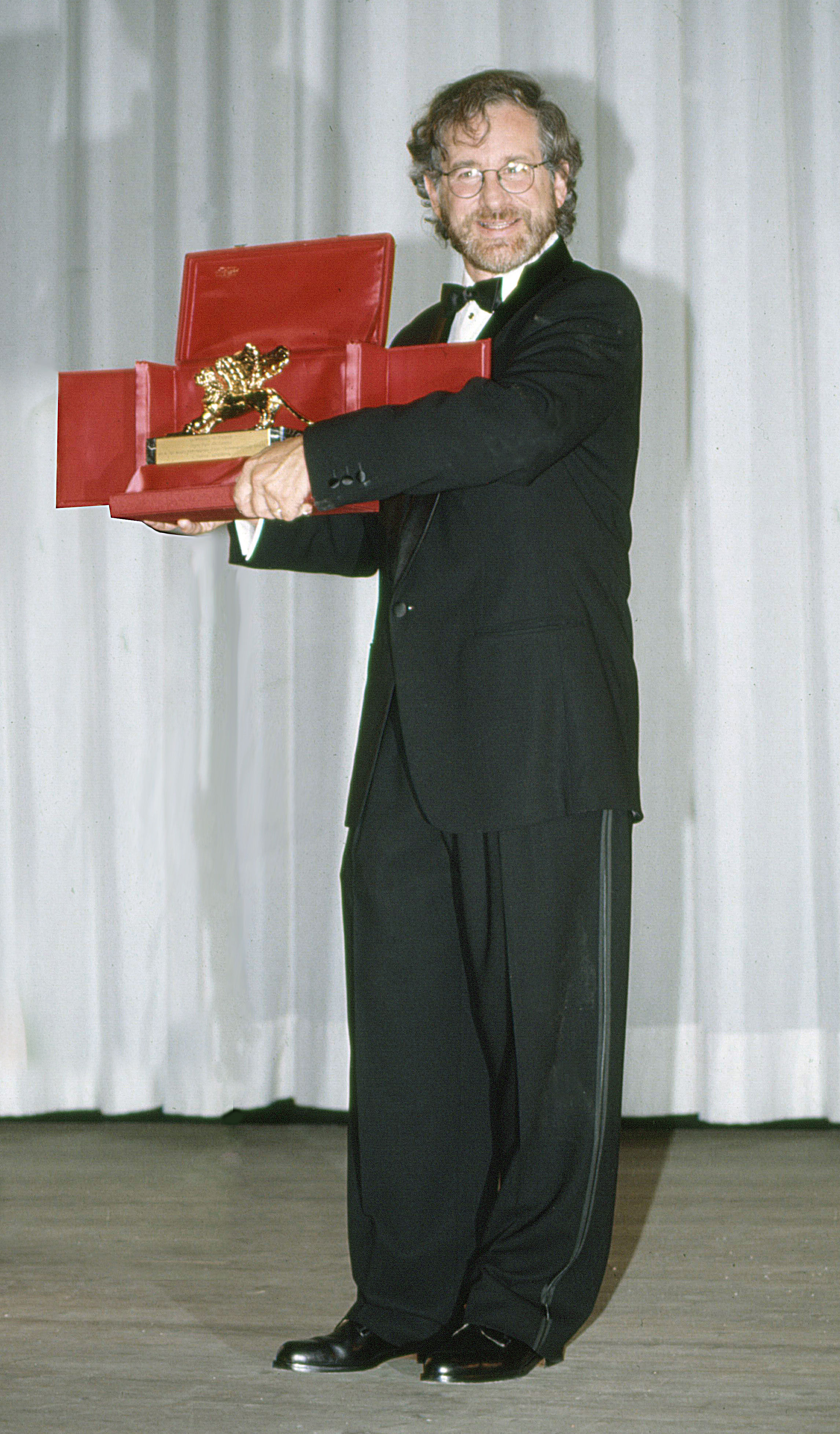
映画監督スティーヴン・スピルバーグ。

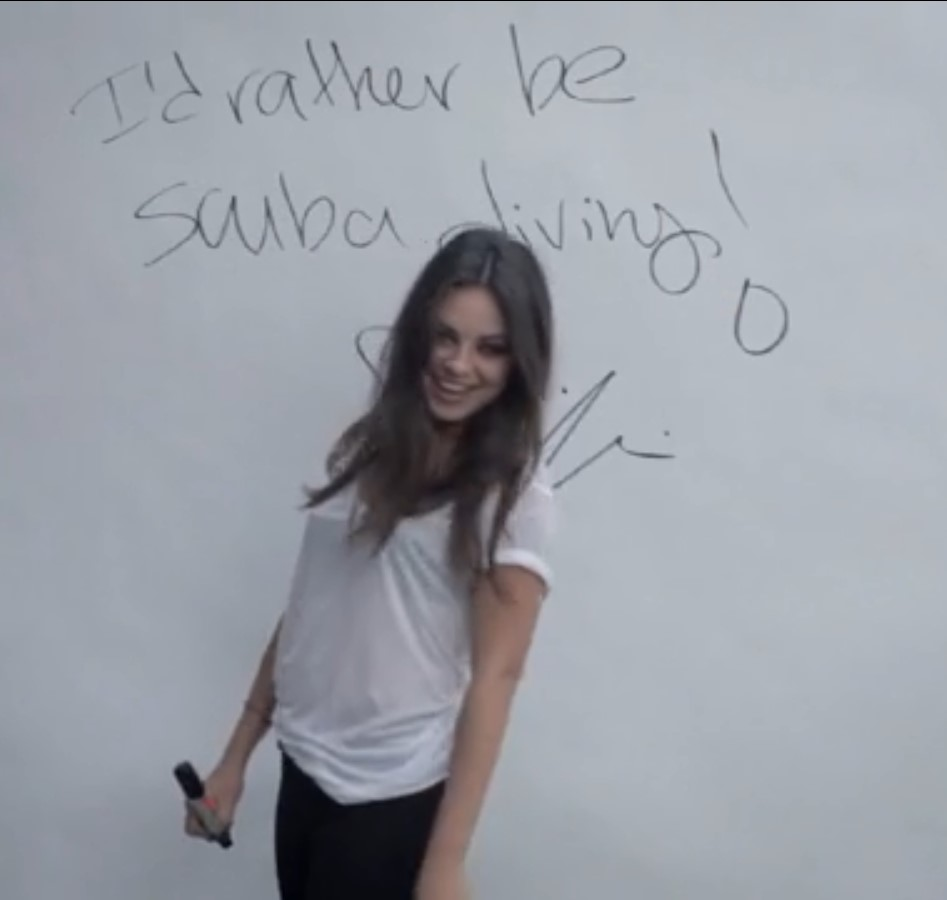
ハリウッド女優ミラ・クニス。

- マアネー＝カッツ（マン・カッツ） - イスラエルの芸術家。
- レオニード・パステルナーク - 芸術家。ユダヤ系（キリスト教徒）
- イリヤ・カバコフ - アーティスト。
- カジミール・マレーヴィチ - 画家。
- ダヴィト・ペトロヴィチ・シュテレンベルク - ジトミール出身の画家。
  - ダヴィト・ダヴィドヴィチ・シュテレンベルク - モスクワ出身の画家。
- ルイーズ・ネヴェルソン - 彫刻家。
- アドルフ・ムーロン・カッサンドル - デザイナー。
- スティーヴン・スピルバーグ - アメリカの映画監督。ウクライナからのユダヤ系移民3世。
- アレクサンドル・ドヴジェンコ - 映画製作者。
- カーク・ダグラス - 俳優、映画製作者。両親はウクライナからのユダヤ系移民。
- アナトリー・エーフロス - 演出家。
- イーゴリ・モイセーエフ - 舞踏家、演出家。
- ミラ・クニス - アメリカ合衆国の女優。
- ウォロディミル・ゼレンスキー - ウクライナのコメディアン。

## スポーツ
- ヤナ・クロチコワ - 競泳選手。（シドニー五輪、アテネ五輪金メダリスト）
- サーシャ・コーエン　- スケート選手。ウクライナ移民のユダヤ系アメリカ人の娘。サーシャは本名アレクサンドラのウクライナ語の愛称。

## その他

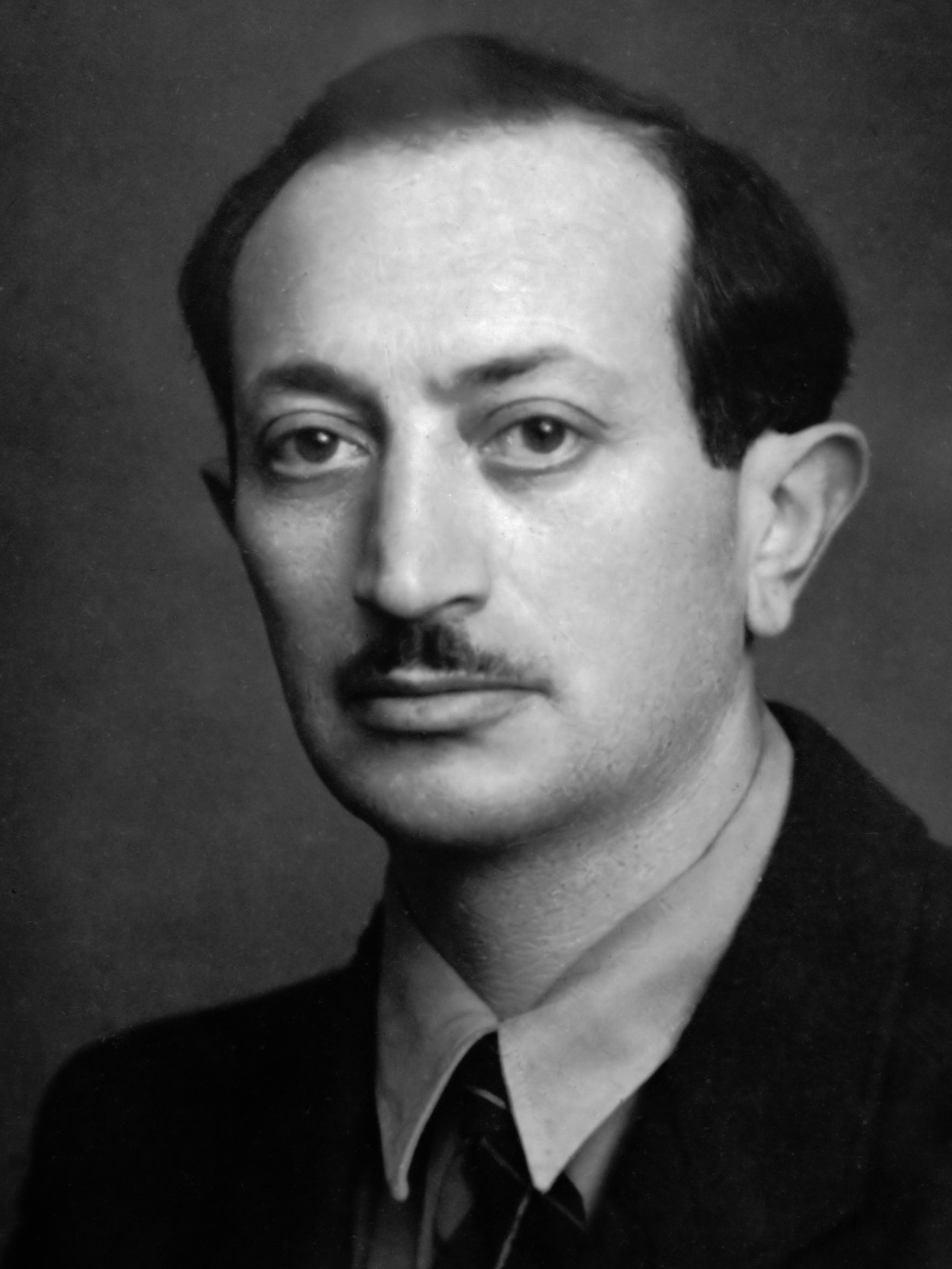
ホロコースト生還者サイモン・ヴィーゼンタール。

- サイモン・ヴィーゼンタール - ホロコースト生還者。ナチ・ハンター。ウクライナブチャチ（Buchach）生まれ。
- トラハテンベルク姓の人（元々はユダヤ教徒に多い姓。英語版を参照）
  - ヤコフ・トラハテンベルク
- ダヴィト・ブロンシュテイン - チェス選手。
- セミオン・モギレヴィッチ - 「世界で最も危険なギャング」、元FBI10大最重要指名手配リストメンバー。